# Illicium henryi
Espèce
Synonymes
- Illicium henryi var. multistamineum A.C. Sm.[1] [2]
- Illicium pseudosimonsii Qi Lin[1] [2]
- Illicium silvestrii Pavol.[1] [2]

Illicium henryi, le Badianier de Henry, est une espèce de plantes à fleurs de la famille des Schisandraceae, originaire de l'ouest de la Chine.

## Liste des variétés
Selon Tropicos (16 mars 2019) (Attention liste brute contenant possiblement des synonymes) :
- variété Illicium henryi var. multistamineum A.C. Sm.
- variété Illicium henryi var. typicum A.C. Sm.